# Edward Wormley
Edward J. Wormley (* 31. Dezember 1907 in Oswego (Illinois); † 3. November 1995 in Norwalk (Connecticut)) war ein US-amerikanischer Möbeldesigner.

## Leben

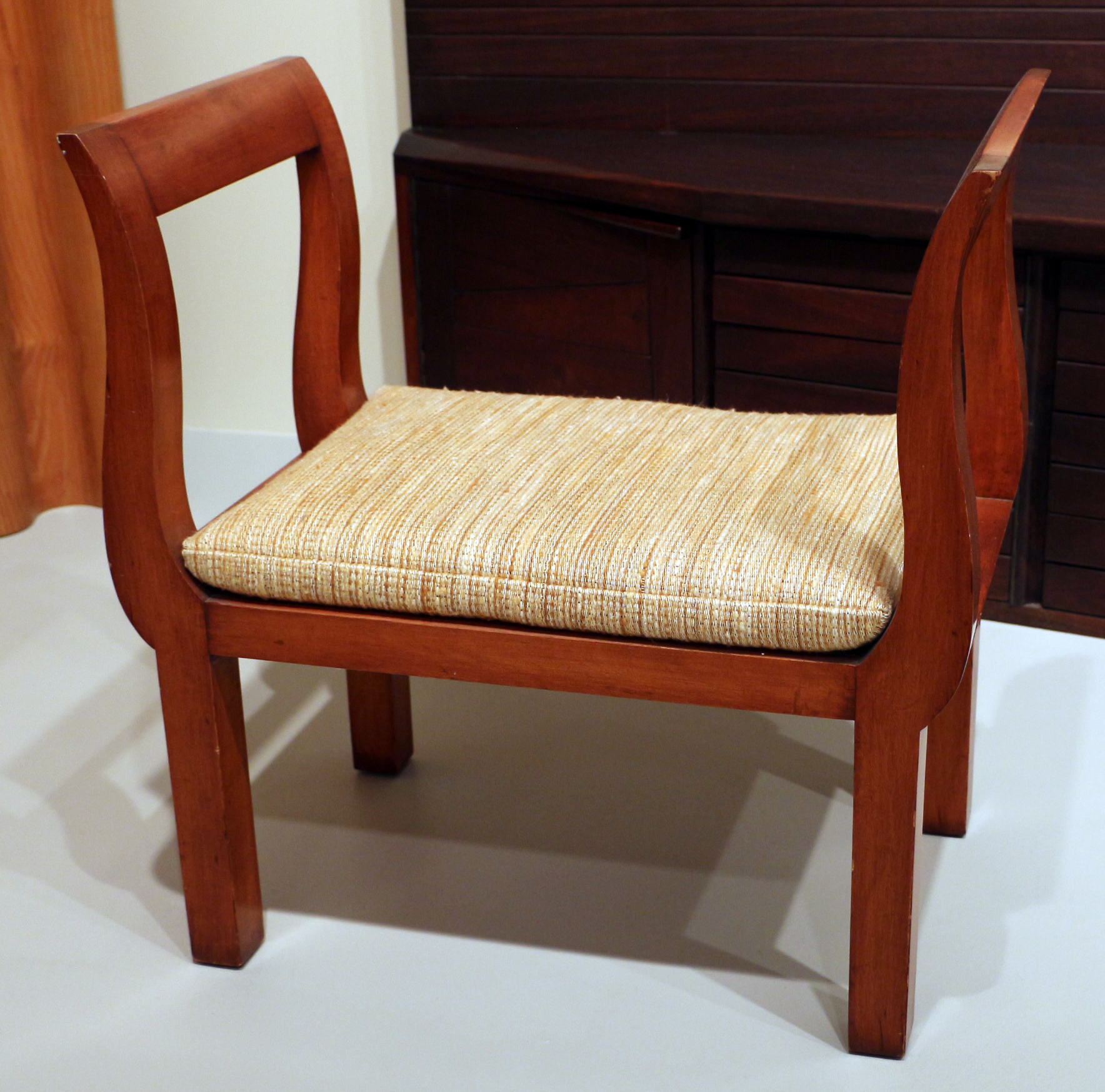
Gepolsterter Hocker, 1945–1955, Art Institute of Chicago
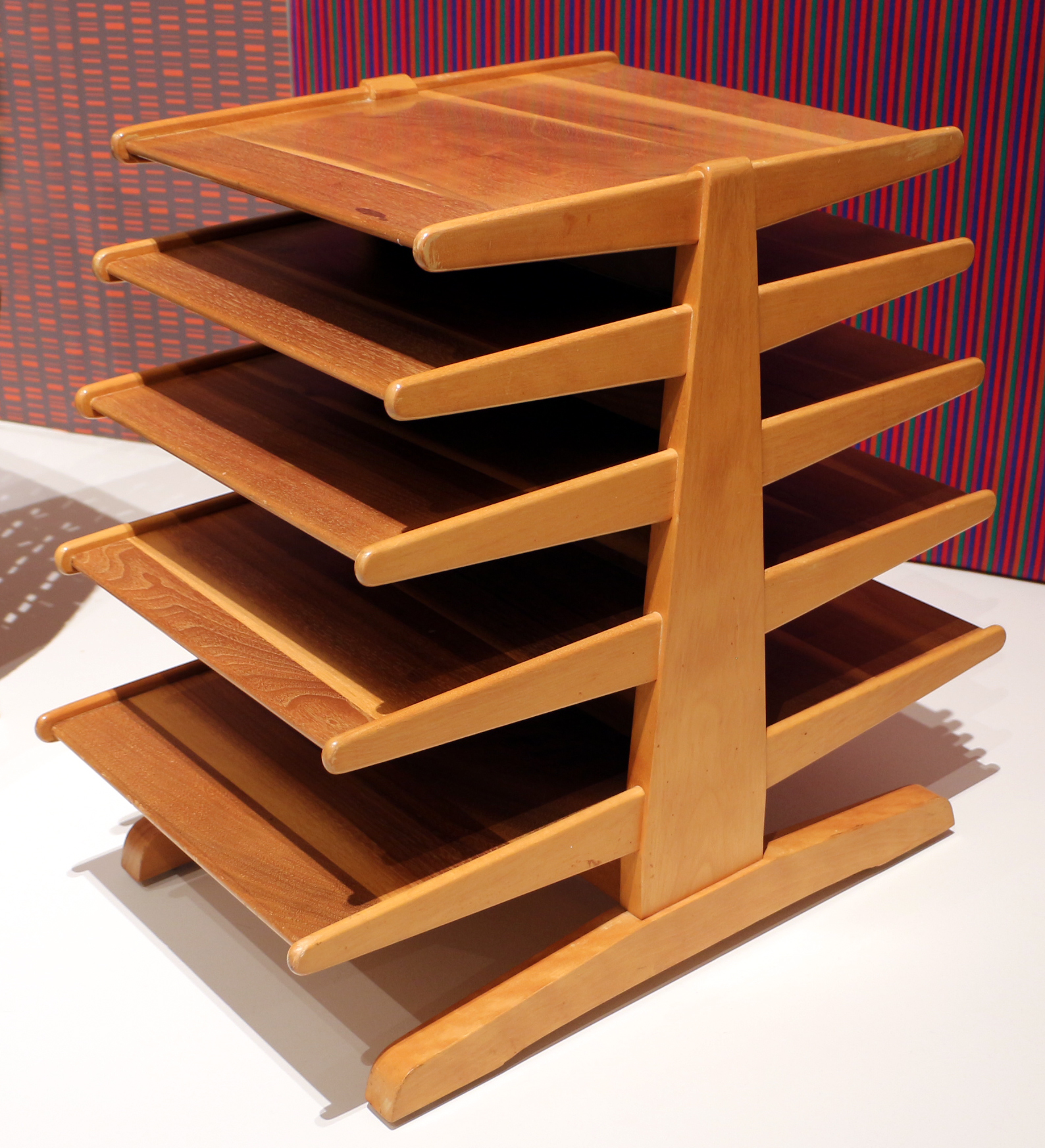
Tree filer von 1947 (Dunbar Modellnummer 4765), Milwaukee Art Museum
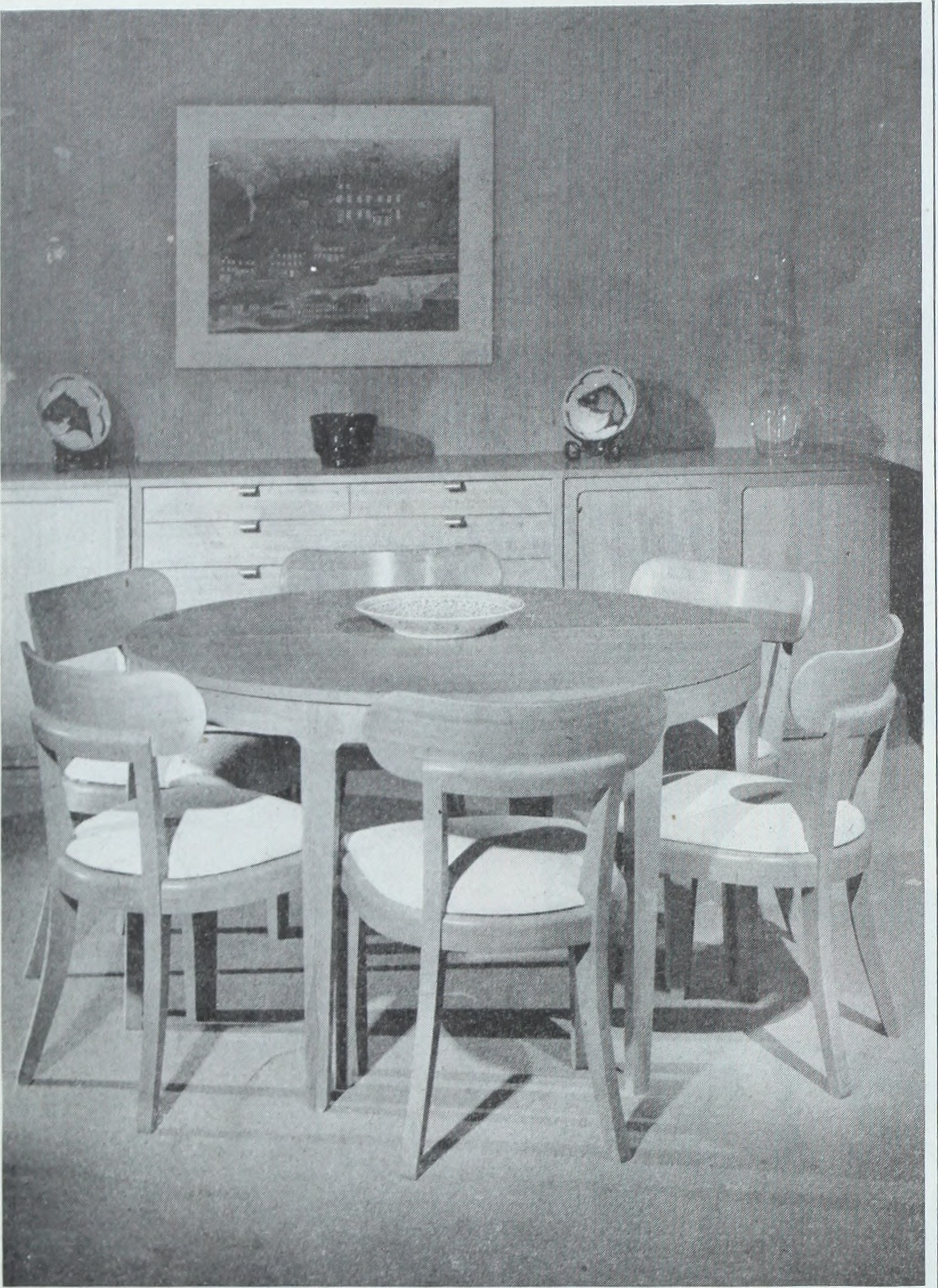
Möbel von Wormley in The Ladies’ home journal von 1948.

Wormley war der Sohn von Edith and Myron J. Wormley. Er zog im Alter von zwei Jahren mit seinen Eltern nach Rochelle (Illinois).
Als Kind war er an Kinderlähmung erkrankt, konnte erst ab fünf Jahren laufen und war zeitlebens gehbehindert. Während seiner Schulzeit belegte er Fernkurse an der New York School of Interior Design. Mit seinem späteren Lebensgefährten Edward Crouse spielte er am Theater der Rochelle Township High School.
Wormley studierte 1926 für drei Semester am Art Institute of Chicago. Nachdem ihm die finanziellen Mittel ausgegangen waren, arbeitete er als Innenarchitekt für das Kaufhaus Marshall Fields & Company, das ihn nach zwei Jahren zum Möbelhersteller des Hauses Berkey & Gay Furniture Company nach Grand Rapids (Michigan) entsandte. Seine Entwürfe dort gelangten jedoch wegen der Weltwirtschaftskrise  nie in die Produktion, da er bereits nach einem Jahr entlassen wurde und die Firma in den Konkurs ging. 1930 reiste er nach Paris, wo er den Architekten Le Corbusier und den Art-déco-Designer Jacques-Émile Ruhlmann traf.
Wormleys ehemaliger Vorgesetzter bei Marshall Field stellte ihn 1931 in Berne (Indiana) Homer Niederhauser vor, dem Präsidenten der Dunbar Furniture Company, der ihm eine Anstellung als Möbeldesigner anbot. Wormley nahm an und ließ sich in Chicago nieder, wo Dunbar einen seiner wichtigsten Ausstellungsräume unterhielt. Hier entwarf er jährlich zwei bis vier Produktlinien mit jeweils 20 bis 25 Möbeln. Nebenher arbeitete er selbstständig als Designer und Berater für Unternehmen wie Rand McNally, Lightolier und Macy’s Department Store. Mit Edward Crouse bereiste er Europa, die Westindischen Inseln, Mexiko und die Vereinigten Staaten.
Anfang der 1940er Jahre war Wormley in der Möbelbranche wohlbekannt. Seine Entwürfe wurden von Kritikern gelobt und verkauften sich gut. 1942 leitete Wormley die Möbelabteilung im Office of Price Administration in Washington, D.C., einer Kommission mit Fokus auf Preisstabilität und Verbraucherschutz, die das Council on National Defense (deutsch Rat für Nationale Verteidigung) im Zweiten Weltkrieg beriet.
Nach dem Krieg zog Wormley nach New York City und eröffnete seine Firma Edward Wormley and Associates, wobei er Dunbar als seinen Hauptkunden behielt. Dies ermöglichte ihm neben seinen kommerziell erfolgreichen Möbelentwürfen für Dunbar (darunter die Janus-Produktreihe von 1957, die 70 Artikel umfasste) größere Umbauprojekte für Privatkunden durchzuführen. 1946 brachte er seinen Freund Edward Crouse, der von 1930 bis 1946 Professor für Journalismus und Direktor des Theaters an der University of Georgia gewesen war, als Designer und Zeichner in seine Firma, wo dieser bis zu seiner Pensionierung tätig war. Wormley hielt zahlreiche Vorträge und unterrichtete ab 1955 der Parsons The New School for Design.
Wormley und Crouse erwarben ein Landhaus in Weston (Connecticut), wo sie ab 1968 lebten. Sie unternahmen Reisen zusammen, bis Crouse 1975 an Krebs starb. Nach dem Tod seines Partners zog sich Wormley zurück, reiste gelegentlich noch und verstarb 1995.

## Werk
Wormleys Arbeit für Dunbar Furniture Company ging ab 1944 ausnahmslos in die Stilrichtung des Mid-century modern. Hierzu bezog Wormley die Formgestaltung europäischer und besonders skandinavischer Möbeln mit ein. Wormley war kein führender Designer seiner Zeit, sondern nahm die besten Elemente des klassischen, historischen Designs und übertrug sie in die Moderne, womit er anspruchsvolle Möbel schuf, die dennoch im Mainstream lagen und sehr erfolgreich waren. So fertigte er unter anderem Möbel mit Dunbar, die sich an die Arbeiten von Richard Riemerschmid und Jean-Michel Frank anlehnten. Seine Produkte waren qualitativ hochwertig und wurden als elegant und unaufdringlich empfunden. Wormley verstand die wesentlichen Elemente der Moderne, war aber nicht nur einer Richtung treu. In seinen Möbeln liefen historisches Design und die Innovationen des 20. Jahrhunderts zusammen, die auch heute noch Sammler ansprechen.
In einer Zusammenarbeit mit Tiffany und dem Keramikkünstler Otto Natzler entstanden 1957 Beistelltische aus der Reihe Janus.
Andere Arbeiten waren (Auswahl):
- Sessel Teardrop
- Chaiselongue Listen-to-me
- Sofa Tete-a-tete

Wormleys Arbeiten wurden 1951 und 1952 in den Good Design Exhibitions des Museum of Modern Art gezeigt, andere wurden in die Sammlungen des Museum of Fine Arts, Boston und des Museum of Decorative Arts, Montreal aufgenommen.

## Veröffentlichungen
- Berne, Indiana. Dunbar Furniture Corporation, 1956.
- Edward Wormley. The Other Face of Modernism. Lin-Weinberg Gallery, New York 1997